# Reptil (personaje)
Reptil es un personaje ficticio que aparece en los cómics estadounidenses publicados por Marvel Comics. Es más conocido como miembro de apoyo en The Super Hero Squad Show y un miembro de Academia Vengadores en los cómics.

## Historia de publicación
Reptil apareció por primera vez en Vengadores: La Iniciativa incluyendo a Reptil y fue creado por Christos Gage y Steve Uy.
Reptil apareció como un personaje regular en Academia Vengadores desde el número 1 (agosto de 2010) a través de su último número #39 (enero de 2013).
Reptil aparecerá en Avengers Arena, una nueva serie de Dennis Hopeless y Kev Walker.

## Biografía del personaje ficticio
Humberto López es un joven que se había registrado en la Iniciativa de los Cincuenta Estados y vivía con su abuelo. Cuando la científica de S.H.I.E.L.D. Valerie Cooper estaba armando un equipo para ir tras Stegron en su plan para reanimar fósiles de dinosaurios, Tigra fue puesta a cargo del escuadrón y se le dijo que reclute a Humberto para ayudarlos. Tigra estaba preocupada ya que Humberto no se había sometido al entrenamiento todavía. Al ir tras Stegron, Humberto explicó sobre sus padres y cómo obtuvo sus poderes.
Sus padres eran paleontólogos que excavaron un hueso cristalizado cuando estaba con ellos en el desierto. El medallón tenía una extraña energía en él que tenía que ver con los dinosaurios. Bajo el nombre en clave Reptil, Humberto lo utilizó para obtener las habilidades de cualquier dinosaurio al pensar en él e incluso tenía una empatía para sentir dinosaurios y otros reptiles.
A su llegada al Campamento Hammond, Reptil atravesó el entrenamiento por un par de días. Yendo por su entrenamiento con los diferentes miembros de la Iniciativa, Reptil aprende los lados buenos y los lados malos de la Iniciativa. Tigra le dice a Reptil que ser un héroe es una responsabilidad. Reptil le dice que sus padres desaparecieron hace un año en una excavación y quiere convertirse en un héroe para encontrarlos.
Con la ayuda del Barón Von Blitzschlag conectando un dispositivo para aumentar la empatía de dinosaurio de Humberto, el equipo localiza a Stegron. Al descubrir que Stegron y su manada de dinosaurios van a atacar una base de S.H.I.E.L.D. en Dakota del Sur, el grupo de Tigra los intercepta. Sin embargo, Stegron tomó el control de la mente de Komodo y le dijo que atacara a sus compañeros. Reptil actúa impetuoso durante la lucha y ataca a Stegron, pero es batido.  Stegron y su manada de dinosaurios escapan. Reptil sufre una contusión leve y el Dr. Cooper le dice que su conducta temeraria le permitió escapar a Stegron y puso en peligro las vidas de sus compañeros. Tigra habla con el Dr. Cooper en privado y le pide que le dé a Humberto otra oportunidad para salir en el campo. Valerie le dice a Tigra que si Reptil se mete, entonces su carrera con la Iniciativa habría terminado. Tigra le habla a Humberto unos días más tarde y le recuerda quedarse equilibrado y no sobre-cometerse. Ella le dice que todo el mundo tiene problemas y que él tiene la suerte de estar en posición de aprender de los errores del otro y de los suyos.
Cuando viene a una base de S.H.I.E.L.D. en Wyoming, los dinosaurios de Stegron son acabados por una combinación del buen trabajo en equipo y las habilidades de Reptil. Resulta que Stegron estaba atacando varias bases de S.H.I.E.L.D. para localizar al Chico Luna (que habían sido capturados en la Tierra Salvaje). Stegron sólo estaba interesado en Chico Luna para que pueda obtener el control del Dinosaurio Diablo. Reptil le dice a Tigra que Chico Luna es inocente y no se merece esto. Tigra le dice a Reptil que hay algo que pueden hacer, pero tiene que tomar una decisión difícil. Tigra le dice a los científicos y agentes de S.H.I.E.L.D. que Chico Luna fue devorado por uno de los dinosaurios y Reptil fue enviado a casa porque él acaba de  entrometerse y era completamente inútil.
Lo que ellos no saben es que Reptil logró volar con Chico Luna y llevarlo de regreso a su hogar de Nevada. Tigra se reúne con Humberto allí y pronto son recibidos por Ka-Zar y su mascota smilodon Zabu. Ka-Zar gracias a Tigra y Reptil por traer al Chico Luna hacia él de forma segura e invita a Reptil a llevar al Chico Luna de vuelta a la Tierra Salvaje. Después de que el Chico Luna se reúne con el Dinosaurio Diablo, Ka-Zar le dice a Reptil que le ayudará a encontrar a sus padres.

### Edad Heroica
Poco después de esto, como parte del evento Edad Heroica, Reptil es capturado y llevado a los EE. UU. y encarcelado en una instalación del gobierno. Bajo las órdenes de Norman Osborn, se realizanexperimentos sobre Reptil en un intento por ver si suficiente estrés podría convertir todo su cuerpo en un dinosaurio hasta la palabra de la caída de Norman Osborn. Como los agentes de H.A.M.M.E.R. comenzaron a destruir toda la evidencia acerca de los proyectos clandestinos e ilegales de Norman, Reptil logra escapar como los agentes estaban listos para asesinarlo. Como Reptil escapa de la instalación él es abordado por Justicia y Hank Pym que le invitan a formar parte de la Academia Vengadores.
Junto con los otros estudiantes, todos ellos han sido de alguna manera afectados por Norman Osborn, a Reptil se le dice que ellos son los más prometedores de los héroes que Osborn buscó. Durante su primera sesión de entrenamiento, los estudiantes notan el personal discutiendo sobre ellos. Al acceder a los archivos informáticos secretos, los estudiantes se dan cuenta de que han sido elegidos por la academia debido a que tienen el mayor potencial para volverse malvados.
Durante una batalla, Mentallo toma el control de la mente de Reptil y le obliga a volar de cabeza hacia el suelo. La amenaza inminente de muerte le permite a Reptil transformarse totalmente en un dinosaurio. Esto salva la vida de Reptil porque Mentallo no puede controlar la mente reptiliana del dinosaurio. Sin embargo Reptil no puede controlarse a sí mismo en esta forma tampoco. Sus maestros piensan que su tendencia a reprimir sus problemas en lugar de tratar con ellos es la razón de su falta de control. Quieren que acepte ayuda, pero él es reacio a hablar con el personal de la academia. Ya que el mejor terapeuta sobrehumano Doc Samson se ha ido, le piden a Jessica Jones hablar con él. Se abre a ella y hablan de muchas de las cosas que le han estado molestando incluyendo sus padres, pero mantiene en privado su preocupación por sus compañeros de estudios y la academia en sí.
Cuando Korvac regresa, Reptil y sus compañeros de estudios son colocados en versiones futuras de sus cuerpos para luchar contra él por la amante distanciada de Korvac, Carina. Después de que Korvac es derrotado, Reptil se encuentra atrapado en su cuerpo más viejo. En un viaje de un día a Nueva York, los estudiantes chocan con Arcade, durante el cual Reptil conoce a Spider-Girl, y se hacen amigos rápidamente. Spider-Girl asiste a la "fiesta de graduación" de la Academia. Cuando ella le dice que él le gustaba de la forma en que era, Reptil se revierte a su cuerpo adolescente. 
Después de la batalla con Korvac, convence a Tigra para que le permita a él y al equipo luchar contra Electro. Resulta que los Seis Siniestros estuvieron con él y derrotaron fácilmente a los estudiantes. Reptil se culpa a sí mismo. Desarrolla grandes habilidades de liderazgo y es capaz de guiar al equipo contra Hombre Absorbente y el ataque de Titaniana en la Mansión Infinita durante la historia de "Fear Itself ", especialmente ahora que desde su conexión con su futuro, puede convertir todo su cuerpo en un dinosaurio sin perder el control y cambiar su masa corporal convirtiéndose en bestias cada vez más grandes.
Más tarde, el cerebro de Reptil se cambia de nuevo con su futuro yo. Su futuro auto intenta ayudar a Hybrid a hacerse cargo de la escuela para asegurar que exista una línea de tiempo futura donde él y Finesse tengan un hijo. Sin embargo, su futuro yo no puede lidiar con la culpa de matar a otros estudiantes, así que contacta a Veil y Yocasta, quienes son capaces de derrotar a Hybrid. Se insinúa que esta línea de tiempo en particular todavía podría haberse guardado.

### Avengers Vs. X-Men
Reptil y los estudiantes inicialmente no son amables con los X-Men junior, pero eventualmente llegan a comprender la difícil situación en que los mutantes fueron forzados por los superhéroes adultos, no muy diferente de su situación actual. Cuando Sebastian Shaw intenta liberar a los mutantes, los estudiantes de la Academia Vengadores se ponen del lado de ellos, por lo que Tigra los derrota y les permite escapar. Él y los estudiantes defienden al centinela de Juston Seyfert contra una Fuerza Fénica impulsada por Emma Frost.

### Exámenes finales
Reptil y White Tiger son desarmados por Jeremy Brigg, cuando roba sus amuletos. Solo una vez que se comunican mentalmente con sus amuletos y prometen morir para cumplir sus destinos, los amuletos caen de las manos del Escudo de Armas. Una vez que se vuelven a alimentar, son capaces de derrotar a Brigg y sus amigos. Él y el resto de los estudiantes se graduaron para asociar a los Vengadores. En la edición final, se muestra que él y White Tiger están involucrados románticamente.

### Avengers Arena
Como parte del evento Marvel NOW!, Reptil es secuestrado junto con Mettle y Hazmat de la Academia por Arcade en las páginas de Avengers Arena. Es gravemente herido por un ataque de llamas de un agresor desconocido. Hazmat y X-23 tratan de traer a Reptil hasta el borde del cuadrante 2 para obtener suministros médicos para las quemaduras de Reptil. En ese momento, Reptil despierta y Hazmat está encantado. Cuando Hazmat y X-23 le dicen a Reptil que  Chase lo atacó, Reptil borra la reputación de Chase, diciendo que Deathlocket fue quien lo atacó. Reptil, Hazmat, y X-23 todavía están tratando de llegar al borde del Cuadrante 2 por suministros médicos. Reptil finalmente se siente lo suficientemente bien como para caminar y cambiar de forma. Hazmat inicialmente le dice que no gaste la energía y que no van a dejar a nadie atrás. En ese momento, Hazmat activa una nube de humo, que envuelve a los tres. Cuando el humo se disipa, se revela que el humo es de aroma de disparo y X-23 se vuelve salvaje, tratando de matar a Hazmat y Reptil. Reptil cambia de forma en un pterodáctilo y se lleva a Hazmat lejos de X-23. Reptil se convierte en un plesiosaurio para cazar algunos tiburones para él y Hazmat para cenar. Los héroes adolescentes restantes los alcanzan y son invitados a tener filetes de tiburón con ellos. Cullen Bloodstone se enfrenta a Reptil por acampar en la playa mientras se libra una guerra en otro lugar. Cammi interviene para estar de acuerdo con Cullen Bloodstone antes de decir que va a buscar a Nico o vengarla. Reptil regresa para sacudir a Hazmat de su funk. El problema termina cuando todos aceptan volver a Murderworld. Mientras el caos sobreviene en Murderworld, el anacronismo ataca al X-23 solo para ser atacado por Reptil. Cuando Hazmat está cerca de explotar, Reptil la lleva al mar para que la explosión no pueda dañar a nadie. La explosión hace que todos dejen de pelear entre sí. Cuando los héroes adolescentes sobrevivientes son rescatados, Reptil es sacado del agua por un agente de S.H.I.E.L.D.
Después de un tiempo de recuperarse de la explosión, Reptil resurgió donde fue reclutado por Leonardo da Vinci para unirse a un nuevo programa que está destinado a reemplazar al desaparecido S.H.I.E.L.D. y se lo ve combatiendo con Striker.

### La invasiónsimbiontede Knull
Durante la historia de "Rey en Negro", Spider-Man se topa con Reptil en su forma de Pteranodon, que lleva en brazos a una anciana llamada Sra. Volkov a quien intenta llevar a casa. Mientras ayuda a Reptil a llevar a la Sra. Volkov a Staten Island, Spider-Man es atacado por un enjambre de Dragones Simbiontes. Spider-Man pudo atrapar a algunos de ellos mientras él y Reptil estaban cerca del ferry de Staten Island. Reptil señala que no puede convertirse en nada lo suficientemente grande como para combatir a un Dragón Simbionte mientras Spider-Man señala que su forma de Tiranosaurio tampoco funcionaría. Luego, Spider-Man tiene una idea mientras ayuda a la Sra. Volkov a subir al ferry mientras Reptil se sumerge en el agua y emerge como un Mosasaurus que muerde al Dragón Simbionte y lo arrastra bajo el agua. Con la ayuda de la Sra. Volkov para evacuar a los pasajeros a los botes salvavidas, Spider-Man coloca un arpón en los generadores del barco. Cuando emerge el Dragón Simbionte, Spider-Man cita las últimas palabras del Capitán Ahab en Moby Dick y lanza el arpón electrificado en la lengua del Dragón Simbionte lo suficiente como para desestabilizarlo y reducirlo a una sustancia viscosa. Reptil llega a la superficie cuando Spider-Man afirma que deberían trabajar para salvar a la gente.

### Serie en solitario
Tras los acontecimientos de Outlawed,superhéroes menores de veintiún años se han declarado ilegales, lo que obligó a Reptil y a su abuelo Vicente a mudarse con su tía Gloria Quintero y sus primos gemelos Eva y Julián. Mientras se preparan para un próximo evento sobre herencia mexicana, Reptil se enfrenta a un nuevo villano llamado Megalith que tiene las respuestas a lo que fue de sus padres.Eva es revelada siendo una bruja en entrenamiento, a través de cursos en línea, mientras que Julian, abiertamente gay, crea un nuevo traje para que Reptil enfrente nuevas amenazas.También se da a entender que Reptil ahora tiene una relación con Anya Corazon.

## Poderes y habilidades
Reptil lleva un medallón de hueso cristalizado que le permite asumir las habilidades de diferentes dinosaurios con sólo pensar en ellos. Al principio no puede transformarse totalmente en un dinosaurio completo pero puede cambiar de forma varias partes de su cuerpo en diferentes anejos de dinosaurios como una cola para golpear enemigos, cambiar sus brazos en alas de pterodáctilo, o tener garras como un velociraptor. Sin embargo, después de poseer brevemente el cuerpo de su futuro yo en una lucha contra Korvac, conserva la capacidad de transformarse completamente. Él posee la fuerza y la capacidad de cualquier dinosaurio que está utilizando y su piel siempre se pone roja y escamosa cada vez que utiliza sus habilidades. También es capaz de curarse mucho más rápido de heridas mortales cuando está en forma de dinosaurio.
Reptil también tiene algunas habilidades de empatía con los dinosaurios y otras criaturas reptilineas. Él puede detectar otros reptiles, pero no los puede controlar o influir en su comportamiento en este momento.
Su amuleto es de naturaleza mágica y recientemente se integrado en su pecho. No se sabe mucho al respecto, excepto que no es en realidad la fuente de sus poderes, sino sólo el catalizador que le permite utilizarlos.

## En otros medios

### Televisión
- Reptil aparece por primera vez en The Super Hero Squad Show episodio "Errar es de superhumanos" con la voz de Anthony Del Rio como un niño y con la de Carlos Alazraqui como un adulto.[30]El Capitán América lo lleva en el equipo como su miembro más reciente. Él tiene algunas dudas después de casi ser derribado por Abominación y la Brigada de Demolición, pero se las arregla para superarlos para rescatar a Lobezno. En "Un palo camina entre nosotros", él impresiona a Brynnie Bratton con sus habilidades de dinosaurio. También hace de comentarista para las luchas de héroes y villanos para reclamar a Brynnie hasta que Reptil la reclama de Torbellino. En "Noche en el Sanctorum", se revela que él vive con sus padres y su habitación está decorada con fotos de cada superhéroe (excepto Halcón). En "Este bosque verde", él tiene talento para hacer un plato de quesadilla llamado la Quesadilla Reptil Suprema que le muestra a Ms. Marvel. En "Historias de suspenso" Reptil juega al golf con Lobezno contra MODOK y Abominación, en este episodio se descubre que Reptil es inmune a los fractales, Lobenzo iba a contarle esto a Iron man (aunque al final se le olvido). En "Misterioso caos en la Academia de Mutantes," Reptil acompaña a Lobezno a la Academia Xavier para conocer a la Patrulla X. Al mismo tiempo, Jefe de Pista se infiltra en la escuela e hipnotiza a la Patrulla X para ayudarlo a encontrar el Fractal del Infinito. Reptil consiguió romper la hipnosis en la Patrulla X. Lobezno y Reptil no lo saben todavía, pero la varilla de zahorí del Jefe de Pista más tarde fue apuntada hacia el medallón de Reptil significando que  su medallón podría ser un Fractal. Esto se confirma en "Esta Tierra Al Dente", donde resultó que el medallón de Reptil era en realidad un Fractal del Infinito enviado a través del tiempo, para terminar enterrado justo en la casa de Reptil dónde posteriormente lo encontraría, (Lobenzo recuerda que debía haberle contado a Iron Man sobre la inmunidad de Reptil a los Fractales). Tristemente Reptil tuvo que dar el fractal, aunque signifique ya no tener super poderes y solo ser un chico normal pero es animado por Wolverine, quien le dice que es un héroe por hacer lo correcto. El fractal de Reptil fue la última pieza y la Espada del Infinito puede ser forjada de nuevo. Al final del episodio, Reptil afirma que no podía ser un héroe más hasta que al decir "cola de Braquiosaurio" se convirtió en un Braquiosaurio completo como Iron Man declaró que la exposición prolongada de Reptil al Fractal del Infinito causó que Reptil retenga sus poderes. En "Demasiados Lobeznos," se demuestra que Reptil va a la misma escuela que Amadeus Cho y Angelica Jones (quien a espaldas de Reptil en el momento es realmente Estrella de Fuego).
- Reptil aparece en el especial de televisión animada de Navidad con tema titulado Marvel Super Hero Adventures: Frost Fight!, nuevamente con la voz de Antony Del Rio.[30][31]En el especial, que es miembro de la Academia Vengadores que se asoció con los Vengadores durante un programa de "cabalgar a lo largo".
- Reptil aparece en la serie Marvel Aventuras de los Superhéroes de Marvel, con la voz de Jesse Inocalla.[30]En el episodio 10 llamado: ¿Seguro? ¡Segurísimo!, en el que él junto a Spider-Man derrotan a Stegron de robar un museo.
- Reptil aparece en Spidey and His Amazing Friends, con la voz de Hoku Ramirez y luego de Ryan Anderson Lopez.[32][33]Esta versión tiene una raya de pelo azul y formas de dinosaurio de colores similares. Además, puede otorgar sus habilidades a otros, lo que les permite asumir una forma de dinosaurio singular.[34]

### Videojuegos
- Reptil aparece en Marvel Super Hero Squad: The Infinity Gauntlet con la voz de Anthony Del Rio. Él y Spider-Man terminan peleando contra Abominación cuando pone sus manos en la Gema Infinita de la Realidad.
- Reptil es un personaje jugable en Marvel Super Hero Squad Online, con la voz de Anthony Del Rio.
- Reptil aparece en Marvel Super Hero Squad: Comic Combat con la voz de Anthony Del Rio.
- Reptil se menciona en el juego Marvel: Avengers Alliance. En la segunda temporada se afirma que es uno de los personajes menores asesinados como parte de la trama en evolución del grupo conocido como el Círculo de los Ocho.
- Reptil es un personaje jugable en Lego Marvel's Avengers, con la voz de Anthony Del Rio.